# Euphorbia breviarticulata
Euphorbia breviarticulata är en törelväxtart som beskrevs av Ferdinand Albin Pax. Euphorbia breviarticulata ingår i släktet törlar, och familjen törelväxter.

## Underarter
Arten delas in i följande underarter:
- E. b. breviarticulata
- E. b. trunciformis